# جامعة كارولاين الغربية
جامعة كارولاين الغربية (بالإنجليزية: Westren Carolina University)‏ هي جامعة عامة في كولوهي، نورث كارولينا، الولايات المتحدة. وهي جزء من نظام جامعة كارولينا الشمالية.
خامس أقدم مؤسسة  من الجامعات الستة عشر التي مدة الدراسة فيها أربع سنوات في نظام يو إن سي، تأسست لتثقيف سكان جبال ولاية كارولينا الشمالية الغربية. وتوفر التعليم للطلاب من 48 ولاية و35 دولة. بلغ عدد الطلاب المسجلين في الفصل الدراسي لخريف 2017م 11,043 طالبًا.
وهي واحدة من ثلاث مدارس تكون جزءًا من خطة التعليم الموعود، وهي خطة لخفض الرسوم الدراسية لجعل الجامعات بأسعار معقولة أكثر ويمكن الدراسة فيها بسهولة. (المدرستان الآخريان هما جامعة ولاية إليزابيث وجامعة نورث كارولينا في بيمبروك) بدأ موعود الخطة في الفصل الدراسي (خريف عام 2018م) ويقلل بشكل كبير من التكلفة الدراسية للطلاب. يدفع الطلاب داخل الدولة 500 دولار للفصل الدراسي بينما يدفع الطلاب خارج الولاية 2500 دولار للفصل الدراسي. وقد زاد هذا التخفيض من شعبيتها. زاد الحضور لمدة ثلاث سنوات متتالية. بلغ إجمالي الحضور اعتبارًا من خريف 2018م 11,639 (10,027 من الطلاب الجامعيين و1612 من طلاب الدراسات العليا).

## التاريخ

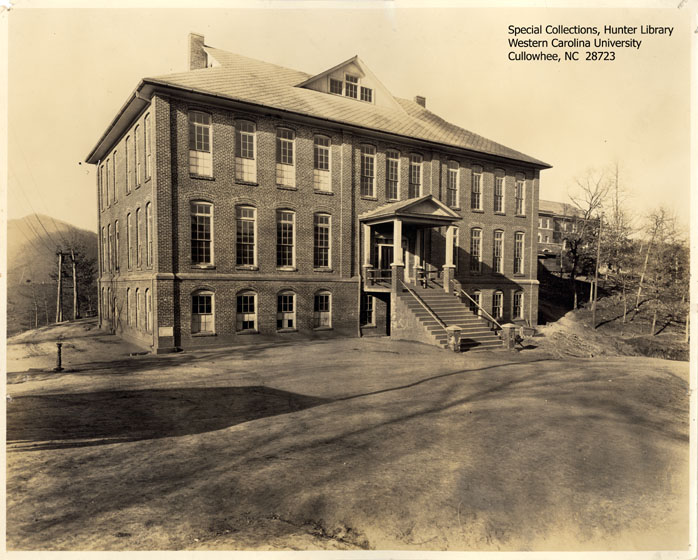
خدم مبنى جونير باعتباره مجموعة من الفصول الدراسية والقاعة والمنشأة الإدارية منذ اكتماله في عام 1913م حتى الثلاثينيات من القرن الماضي، عندما خففت المباني الأخرى الضغط من عليه. دمر بالنيران عام 1981م وفي ذلك الوقت كان أقدم مبنى في الحرم الجامعي.

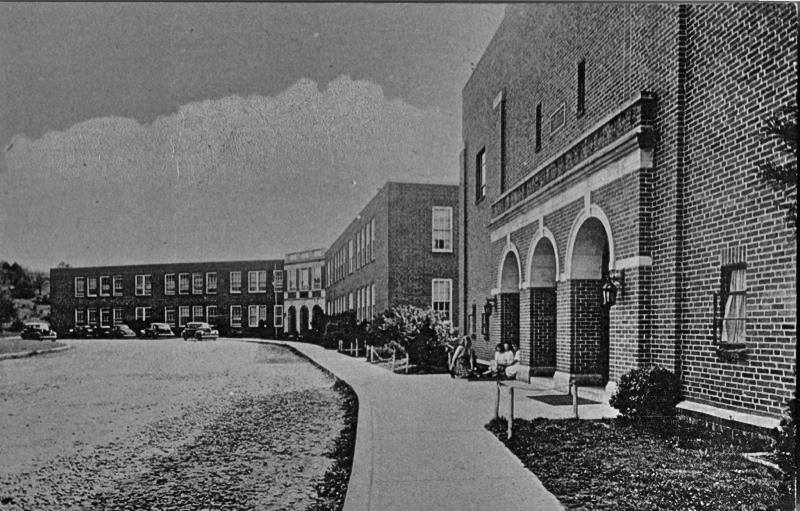
بنيت مدرسة ماكي للتدريب وقاعة هوني، وهما من المباني العديدة الموجودة في الحرم الجامعي، بمساعدة الإدارة تقدم الأعمال في أواخر الثلاثينيات وأوائل الأربعينيات. سمي مكي هول، كما أعيد تسميتها كتابتها منذ ذلك الحين بلجيرترود ديلز ماكي، والتي كانت داعمًا كبيرًا للجامعة طوال فترة وجودها.

في عام 1888م كان سكان كولوهي يرغبون في الحصول على مدرسة أفضل للمجتمع مما كان معروضًا في المدارس العامة في ذلك اليوم،  نظموا مجلسًا للأمناء وأنشأوا مدرسة مجتمعية أصبحت تعرف باسم أكاديمية كولوهي. تأسست في شهر أغسطس عام 1889م باعتبارها مدرسة ثانوية شبه عامة، واستُخدمت باعتبارها مدرسة في عام 1891م، (وتُسمى أيضًا أكاديمية كولوهي)، وقد خدمت مجتمع كولوهي وطلابًا من المقاطعات المجاورة ودول أخرى. أراد المؤسس روبرت لي ماديسون توفير التعليم للشباب في المنطقة وتدريب المعلمين على نشر التعليم في جميع أنحاء الجزء الغربي من الولاية. في عام 1893م من خلال جهود والتر إي مور ممثل مقاطعة جاكسون أجاز المجلس التشريعي لولاية نورث كارولينا اعتماد إنشاء قسم عادي في المدرسة «لغرض تدريب المعلمين». أصبحت أول مدرسة عادية تمولها الحكومة في ولاية كارولينا الشمالية.
في عام 1905م تولت الدولة ملكية المباني والممتلكات في المدرسة وجعلتها مؤسسة حكومية. في نفس العام تغير اسم المدرسة إلى مدرسة كولوهي العادية والصناعية. في عام 1925م تغير اسم المدرسة إلى مدرسة مدرسة ولاية كولوهي العادية. خلال ذلك كان الغرض المعلن للمدرسة هو تدريب المعلمين للمدارس العامة في ولاية كارولينا الشمالية. وهي مؤسسة مختلطة، ودربت أكثر من ألفي معلم بحلول منتصف العشرينات.
على مدار الأربعين سنة التالية، وسعت المدرسة من مناهجها وتطورت لتصبح كلية للناشئين، وفي عام 1929م أصبح اسمها - من قبل الهيئة التشريعية كمؤسسة لمدة أربع سنوات - كلية المعلمين كارولينا الغربية. أصبحت فكرة ماديسون التي أطلق عليها «تجربة كولوهي»، نموذجًا للكليات الإقليمية الأخرى في الولاية.
أدى الطلب على كل من الفنون الليبرالية وغيرها من البرامج إلى توسيع عروض المدرسة. أضيفت الدراسات العليا وماجستير الآداب في التربية إلى المناهج الدراسية في عام 1951م. في عام 1953م اعتمد اسم «كلية كارولينا الغربية».
في عام 1967م أصبحت المؤسسة جامعة إقليمية من قبل الجمعية العامة لكارولينا الشمالية ومنحت لقبها الحالي «جامعة كارولينا الغربية». في 1 يوليو 1972م أصبح اتحاد النقابات العالمي عضواً في نظام جامعة كارولينا الشمالية.

### دقة تاريخ الجامعة
| عام  | الاسم والمستويات                                           |
| 1889 | مدرسة شبه خاصة                                             |
| 1891 | مدرسة كولوهي الثانوية                                      |
| 1893 | تخصيص الدولة الأولى؛ إنشاء قسم عادي؛ أول دفعة تخرج         |
| 1905 | مدرسة كولوهي العادية والصناعية                             |
| 1912 | تم إنشاء رتبة كلية المبتدئين؛ توقف المدرسة الثانوية        |
| 1913 | تُمنح الدرجة الأولى على مستوى الكلية (عام واحد)             |
| 1925 | مدرسة كولوهي الحكومية العادية                              |
| 1929 | كلية المعلمين في كارولينا الغربية؛ تم إنشاء رتبة كلية عليا |
| 1931 | منح أول شهادة البكالوريا                                   |
| 1951 | تم إنشاء درجة التخرج                                       |
| 1952 | تمنح درجة الماجستير الأولى                                 |
| 1953 | كلية كارولينا الغربية                                      |
| 1967 | جامعة كارولينا الغربية                                     |
| 1972 | مؤسسة مكونة لجامعة نورث كارولينا                           |

## كليات

### الموقع العام

خريطة نورث كارولينا تسلط الضوء على مقاطعة جاكسون، نورث كارولاينا

يقع غرب جامعة كارولينا في مقاطعة جاكسون، في غير مدمج قرية في الجامعة، ولاية كارولينا الشمالية. تدير الجامعة مراكز تعليمية في كل من أشفيل وشيروكي مع البرامج المقدمة عبر الإنترنت وفي كليات المجتمع المختلفة.    يقع الحرم الجامعي الرئيسي في وادي نهر تاكاسيجي، بين السلسة الزرقاء وجبال سموكي العظيمة، 52 ميل (84 كـم) غرب أشفيل بولاية نورث كارولينا و 5 أميال جنوب سيلفا، نورث كارولاينا. تقع الجامعة بالقرب من حديقة غريت سموكي ماونتينز الوطنية، وبلو ريدج باركواي، والفرقة الشرقية من محمية هنود شيروكي (المعروفة رسميًا باسم كالا باونداري)، وبعض أجمل أراضي الغابات الوطنية في البلاد. على ارتفاع 2,100 قدم (640 م)، ولكن يقع في وادي حراري، يتمتع الحرم الجامعي بأفضل الفصول الأربعة ولكنه محمي من درجات الحرارة القصوى من خلال القمم المحيطة.
في حين أن فصول الشتاء في الوادي معتدلة بشكل عام، فإن الثلج ليس غريباً في المرتفعات العالية لمقاطعة جاكسون حول الصرافون أو بلسم. في وادي ياقوت القريب، تحافظ آلات صنع الثلج على ظروف التزلج على الجليد الممتازة من منتصف ديسمبر وحتى فبراير. تقع المواقع في مقاطعة جاكسون أيضًا على مسافة قيادة معقولة من منحدرات التزلج في وادي ماجي. عادة ما يتم إغلاق بلو ريدج باركواي خلال الطقس الشتوي، وقد أصبح شائعًا لدى المتزلجين عبر البلاد خلال تلك الأوقات.
توفر العديد من الأنهار والجداول والغابات المحيطة بـ الجامعة، جنبًا إلى جنب مع المناخ المعتدل لجنوب ابالاشيا، العديد من الفرص للأنشطة في الهواء الطلق. يعد التسلق والمشي لمسافات طويلة وركوب الدراجات وركوب الرمث والتجديف بالكاياك والتخييم بعضًا من الأنشطة الخارجية القريبة. تشمل المدن الواقعة على بُعد ثلاث ساعات بالسيارة من الحرم الجامعي أتلانتا، جورجيا؛  شارلوت، نورث كارولينا؛  نوكسفيل، تينيسي؛  وغرينفيل، ساوث كارولينا.

### الحرم الجامعي الرئيسي في كولوهي
يوفر الحرم الجامعي الرئيسي في الجامعة معظم وسائل الراحة في بلدة صغيرة، بما في ذلك اثني عشر قاعة إقامة،  وكافيتريات كاملة الخدمات، وقاعة طعام بها منافذ للوجبات السريعة، وخدمات صحية، واستشارات، ومكتبة، ومكتبة، وسباحة ملاعب البلياردو والتنس وكرة السلة والمسرح السينمائي ومسار الركض ومسار ربع ميل ومسارات التنزه وركوب الدراجات والملاعب الداخلية.
مركز الحرم الجامعي هو مركز جامعة هندس. تحتوي جامعة كاليفورنيا على مكتب بريد الجامعة، ومسرح سينمائي، وصالات الفيديو والركاب، ومقرات المنظمات الطلابية بما في ذلك رابطة الطلاب الحكوميين وإنتاج اللحظة الأخيرة، وغرف الاجتماعات والمساحات المكتبية. خارج جامعة كاليفورنيا، يوجد «برج الخريجين»، الذي تم بناؤه عام 1989، في الذكرى المائة لتأسيس الجامعة. تشمل المرافق الأخرى المشيدة حديثًا مركز التكنولوجيا التطبيقية (الذي يضم مختبرات هندسية جديدة)؛ مركز حياة طلابي موسع؛ مرافق رياضية جديدة ومركز دعم طلابي جديد.
13.5 مليون دولار أسترالي 73,000 قدم مربع (6,800 م2) مركز الترفيه الطلابي، تم الانتهاء منه في صيف عام 2008. تم تجديد قاعة هاريل ريزيدنس لإضافة 6000 قدم مربع (557 مترًا مربعًا) وإحضار مبنى 1971 إلى معايير الريادة في تصميمات الطاقة والبيئة الخاصة بالود البيئي وكفاءة الطاقة، وأعيد افتتاحه في خريف 2012.
تم افتتاح مبنى الصحة والعلوم الإنسانية الجديد الذي تبلغ تكلفته 46.2 مليون دولار أمريكي للاستخدام في بداية العام الدراسي 2012-13، والذي تم بناؤه أيضًا وفقًا لمعايير الريادة في تصميمات الطاقة والبيئة. هذا المرفق هو المشروع الأول في ملكية مبادرة الألفية ويضم برامج التوعية والتوعية الخاصة بـ جامعة كارولاين الغربية في كلية الصحة والعلوم الإنسانية. مرفق من أربعة طوابق هو موطن لبرامج البكالوريوس والدراسات العليا في العمل الاجتماعي وعلوم واضطرابات الاتصال؛ برامج الدراسات العليا في العلاج الطبيعي والعلوم الصحية؛ وبرامج البكالوريوس في التدريب الرياضي والرعاية الطبية الطارئة والصحة البيئية والتغذية وعلم التغذية والتمريض والعلاج الترفيهي.

### حرم أشفيل
تركز مرافق جامعة كارولاين الغربية التعليمية في آشفيل على الشهادات المهنية والدراسات العليا للطلاب العاملين.

### حرم شيروكي
تأسس مركز شيروكي التابع لجامعة كارولينا الغربية في شيروكي بولاية نورث كارولينا في عام 1975 بالتعاون مع الحكومة القبلية للفرقة الشرقية لهنود الشيروكي. يخدم المركز الشيروكي والمجتمعات المحيطة به وهو متاح لجميع سكان المنطقة. تشمل خدماتهم عملية التقديم، وطلب النصوص، والمنح الدراسية، والتدريب الداخلي، والتوظيف في المدرسة الثانوية.

## التنظيم والإدارة

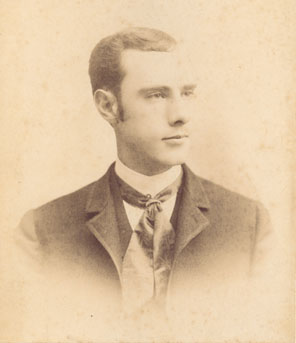
روبرت لي ماديسون، المؤسس والرئيس الأول

يقود الجامعة المستشار كيلي ر. براون، المسؤول الإداري الأول، جنبًا إلى جنب مع وكيل الجامعة المؤقت ونائب المستشار للشؤون الأكاديمية ريتشارد ستارنز والعديد من المجموعات الاستشارية.  تعمل المؤسسة بتوجيهات وسياسات مجلس أمناء جامعة ويسترن كارولينا. تقع جامعة كارولاين الغربية أيضًا تحت إدارة رئيس نظام جامعة نورث كارولينا توماس دبليو روس. انتقلت الجامعة إلى نموذج العميد ونائب رئيس الجامعة في عام 2004.
| الرؤساء - 1889-1912 روبرت لي ماديسون - 1912–1920 ألونزو كارلتون رينولدز - 1920-1923 روبرت لي ماديسون - 1923-1947 حيرام تيرام هانتر - 1947-1949 ويليام إرنست بيرد - 1949–1956 بول أبرسون ريد - 1956-1957 وليام إرنست بيرد - 1957-1968 بول أبرسون ريد - 1968-1972 الكسندر سيمبسون باو - 1972 فرانك هاميلتون براون الابن (بالإنابة) | المستشارون - 1972-1973 جاك كينيث كارلتون - 1973-1973 ويليام هيو ماكنيري (بالإنابة) - 1974-1974 فرانك هاميلتون براون الابن (بالإنابة) - 1974-1984 إتش إف روبنسون - 1984-1994 مايرون إل كولتر - 1994-1995 جون إتش واكيلي (مؤقت) - 1995-2011 جون دبليو باردو - 2011-2017 ديفيد أور بلشر - 2018-2019 أليسون موريسون شتلار (بالإنابة) - 2019 إلى الوقت الحاضر كيلي آر براون | وكلاء الجامعة للشؤون الأكاديمية - 1996-2004 ريتشارد جيه كولينجز - 2004 روبرت فارتابديان عمداء - 2004-2010 كايل آر كارتر - 2010-2011 ليندا ستانفورد (مؤقتًا) - 2011-2012 بيث تايسون لوفكويست (مؤقت) - 2012-2013 أنجيلا ليرد برينتون؛ - 2013-2014 بيث تايسون لوفكويست (مؤقت) - 2014-2017 أليسون موريسون شتلار - 2018-2019 كارول بيرتون (تمثيل) - 2019 أليسون موريسون شتلار - 2019 حتى الآن ريتشارد ستارنز - |

### إعلام الجامعة
تنتج الجامعة المنشورات والبرامج الإذاعية التالية:
- مجلة ويسترن كارولينا: [40] نشرة موسمية خاصة بخريجي وأصدقاء جامعة كارولاين الغربية، تحتوي مجلة مجلة ويسترن كارولينا على ميزات حول أعضاء الجامعة وبرامجها، وتحديثات الخريجين، والأخبار والأحداث.
- داخل جامعة كارولاين الغربية : [41] نشرة إخبارية إلكترونية أسبوعية لأعضاء هيئة التدريس والعاملين في جامعة كارولاين الغربية، تقدم المراسل الأخبار والأحداث وتحديثات مجتمع الحرم الجامعي.
- جبل رايز: [42] مجلة إلكترونية دولية مفتوحة وخاضعة لمراجعة الأقران تُنشر مرتين سنويًا بواسطة مركز كلية كولتر للتميز في التدريس والتعلم في جامعة ويسترن كارولينا بغرض أن تكون وسيلة دولية لمنحة التدريس والتعلم (SoTL).
- كارولينا الغربية بالكامل: يتم بث البرنامج الإذاعي كارولينا الغربية بالكامل خلال نصف الوقت الذي يبث فيه شبكة شبكة كاتماونت الرياضية ويسلط الضوء على جميع النجوم والأحداث الأكاديمية في جامعة كارولاين الغربية في الحرم الجامعي.

## الأكاديميون والبحث

### الهيكل الأكاديمي
تقع البرامج الأكاديمية لجامعة كارولينا الغربية في ست كليات: الآداب والعلوم، والأعمال التجارية، والتعليم والمهن المرتبطة بها، وكلية ديفيد أور بيلشر للفنون الجميلة والمسرحية، والصحة والعلوم الإنسانية، والهندسة والتكنولوجيا. يوجد لدى جامعة كارولاين الغربية أيضًا كلية مع مرتبة الشرف وكلية الدراسات العليا، وتقدم العديد من البرامج متعددة التخصصات.

### البرامج الأكاديمية
مع الحرم الجامعي الرئيسي الذي يقع في موقع قرية هندية شيروكي قديمة  وبجوار جبال غريت سموكي وبلو ريدج، تلتزم ولاية كارولينا الغربية بالتقاليد الغنية لكل من ثقافتي الأبلاش والشيروكي. مركز التراث الجبلي بالجامعة؛  مركز شيروكي؛  مشروع إحياء الحرف اليدوية؛  برنامج دراسات الشيروكي  وشراكة جامعة كارولاين الغربية للحفاظ على لغة الشيروكي  تعكس جميعها هذا التأثير - وتوفر موارد تعليمية للمنطقة.
تم تصنيف الجامعة ضمن «M1: كليات وجامعات الماجستير - برامج أكبر»  وفي فئة «المشاركة المجتمعية» الاختيارية. تم اعتماد جامعة كارولاين الغربية من قبل لجنة كليات الرابطة الجنوبية للكليات والمدارس لمنح درجات على مستوى البكالوريوس والماجستير والمتوسط والدكتوراه. تمتلك الجامعة 21 اعتمادًا للبرنامج وهي عضو في أكثر من 30 جمعية حكومية ووطنية ومنظمة ترتبط بها برامجها المهنية. في عام 2009، كرمت مؤسسة الخدمة الوطنية والمجتمعية جامعة كارولاين الغربية من خلال منح جائزة الرئيس الخاصة بخدمة المجتمع للتعليم العالي بامتياز «لالتزامها النموذجي بالخدمة والمشاركة المدنية» في حرم جامعة كارولاين الغربية وما بعده.
باعتبارها سادس أكبر منتج للمعلمين في ولاية كارولينا الشمالية، كانت كلية التربية والمهن المرتبطة بها هي الفائزة على المستوى الوطني بجائزة رابطة المعلمين التربويين المتميزين في جائزة تعليم المعلمين  في عام 2006. والكلية هي أيضًا الفائزة المشاركة لعام 2007 في جائزة كريستا ماكوليف للتميز في تعليم المعلمين  التي قدمتها الرابطة الأمريكية لكليات وجامعات الدولة. تُمنح جائزة كريستا ماكوليف على المستوى الوطني للبرامج المتميزة في تعليم المعلمين في المؤسسات الأعضاء في AASCU.
مرفق أبحاث الطب الشرعي في ولاية كارولينا الغربية (يشار إليه عمومًا باسم "FoREST") هو المرفق الثاني من نوعه على المستوى الوطني. تعتبر محطة أبحاث التحلل موردا قيما للغاية للباحثين وطلاب الأنثروبولوجيا الجنائية لدراسة التحلل الطبيعي.
كانت كلية الشرف السكنية الأولى من نوعها في ولاية كارولينا الشمالية. الطلاب المقبولون حديثًا مدعوون للعيش في واحدة من قاعتين سكنيتين حصريتين في الحرم الجامعي. تعد كلية كلية الشرف واحدة من القلائل في الولاية التي تقدم خيارًا سكنيًا ومن بين عدد قليل على مستوى البلاد لمنح الخريجين دبلومة الشرف الخاصة. بدأت الكلية في عام 1998 بـ 77 طالبًا ونمت إلى ما يقرب من 1400 طالب. لدخول الطالب الجديد، يكون متوسط المعدل التراكمي المرجح لكلية كلية الشرف يزيد عن 4.00 ومتوسط درجة SAT هو 1380. الكلية عضو في مجلس الشرف الوطني الجامعي. في أغسطس 2009، افتتحت قاعة بلسم، وهي الجزء الأول من مجتمع سكني تابع لكلية كلية الشرف بقيمة 50.2 مليون دولار أمريكي يقع في وسط الحرم الجامعي، ويضم 426 طالبًا. في خريف 2010، أكملت بلو ريدج هول المجتمع وأضفت 400 سرير إضافي لطلاب كلية الشرف وزملاء التدريس.
في ربيع عام 2000، تم جامعة كارولاين الغربية المعينة رسميا الاستحقاق الوطني الجامعي الراعية، مجرد مؤسسة الرابعة من التعليم العالي في ولاية كارولينا الشمالية، عامة أو خاصة، لتلقي هذا التمييز  المنح الجامعية المنح الدراسية للطلاب الذين تنطبق عليهم صفة النهائية الاستحقاق الوطني. توفر جائزة الاستحقاق الغربية للمتسابقين النهائيين منحة دراسية مدتها أربع سنوات، والتي تغطي المبلغ المعادل للرسوم الدراسية في الدولة، والرسوم، والغرفة، والمأكل، للمتسابقين النهائيين على مستوى الاستحقاق الوطني، الذين يحصلون أيضًا على جهاز كمبيوتر.
صنف إصدار 2012 من دليل أخبار الولايات المتحدة والتقرير العالمي إلى «أفضل كليات أمريكا» جامعة كارولينا الغربية في المرتبة 14  بين الجامعات العامة في الجنوب التي تقدم درجات الماجستير.
زاد الحضور لمدة ثلاث سنوات متتالية مع إجمالي الحضور اعتبارًا من خريف 2020 عند 12243 طالبًا، وهي المرة التاسعة في السنوات العشر الماضية التي تم تسجيل تسجيل قياسي فيها.

## مشاهير

### الخريجين
- جيرالد أوستن - حكم اتحاد كرة القدم الأميركي
- بوبي بيكر - ممثلة، اشتهرت بدور كيكي في المسرحية الهزلية تايلر بيري بيت باين
- جيمس أ.بيتي جونيور - قاضي مقاطعة أمريكي حالي ومرشح سابق لمحكمة الاستئناف الأمريكية للدائرة الرابعة
- دين بياسوتشي - رياضي (مساعد سابق، إنديانابوليس كولتس)، ممثل
- ليندا ل.براي - أول امرأة في الجيش تقود القوات إلى القتال
- شون بريدجرز - ممثل وكاتب ومخرج ومنتج
- أندرو سي بروك - عضو مجلس الشيوخ عن ولاية كارولينا الشمالية
- لويس كوبر - لاعب وسط اتحاد كرة القدم الأميركي
- جينيل كولتر مور - السيدة الأولى لولاية نورث كارولينا
- أريانا ديبوز - ممثلة ومغنية وراقصة
- كارول فاولر دورهام - أستاذة التمريض في جامعة نورث كارولينا في تشابل هيل، خبيرة فرق مهنية
- جو فيرستمان - موسيقي ومخرج موسيقي
- إرنست أ. فيتزجيرالد (1947) - أسقف الكنيسة الميثودية المتحدة
- جودي جرين - رئيسة مدرب الكرة الطائرة لجامعة ألاباما
- ميل جيبسون - لاعب كرة سلة سابق لفريق لوس أنجلوس ليكرز
- ريتش هول - كوميدي، كاتب
- فرانك هوجوليت - مصارع محترف متقاعد (مثل "هيفي ميتال" ريك سافاج ")، مضيف تلفزيوني
- سارة هاتشينجز - ملحن
- جين جولي - مغنية وكاتبة أغاني
- توني جونز - لاعب كرة قدم مع كليفلاند براونز وبالتيمور رافينز ودنفر برونكو
- أندرو جوردان - نهاية محكمة في اتحاد كرة القدم الأميركي
- ديفيد جوي - مؤلف
- كيث ليكلير - رياضي ومدرب بيسبول في جامعة ويسترن كارولينا
- هنري لوجان - رياضي؛ في عام 1964 أصبح أول رياضي جماعي أمريكي من أصل أفريقي في ولاية كارولينا الشمالية، وأول من لعب كرة السلة لمؤسسة عامة «بيضاء» في عام 1964
- كيفن مارتن - لاعب كرة سلة محترف [63]
- مانتيو ميتشل - رياضي سباقات المضمار والميدان، الحاصل على ميدالية أولمبية لندن 2012
- ماري كورديل نيسبيت - سياسي
- راشيل رايلي - متسابقة في برنامج تلفزيوني واقعي، مضيفة تلفزيونية
- ديفيد سيداريس - فكاهي وكوميدي ومؤلف ومساهم إذاعي
- جنو سيجرز - لاعب رجبي محترف سابق، ممثل.
- كلايد سيمونز - نهاية دفاعية لفريق فيلادلفيا إيجلز
- درو ستاركي - ممثل
- مات ستيلويل - فنان تسجيل ناشفيل
- واين تولسون - لاعب دوري البيسبول الرئيسي 1981-1990
- هيدي ويست - المغني الشعبي الأمريكي
- ويلي ويليامز - ظهر دفاعي في اتحاد كرة القدم الأميركي لبيتسبرغ ستيلرز وسياتل سي هوكس
- جون نيلسون شاخت: شاخت بطل سوبر بول مرتين عندما لعب لفريق نيويورك جاينتس. كان ثالث رافع أوتار للعمالقة بين 2005-2015.

### الأساتذة
- روبرت ج.كونلي - مؤلف حائز على جائزة
- تيرينس مان - ممثل مسرحي ومخرج ومغني وكاتب أغاني وراقص
- رون راش - مؤلف حائز على جائزة
- لورا رايت - مؤسسة المجال الأكاديمي للدراسات النباتية

## وصلات خارجية
- الموقع الرسمي
- موقع كارولينا الغربية لألعاب القوى